# ليه بار
ليه بار (بالإنجليزية: Les Barr)‏ هو لاعب كرة قدم بريطاني، ولد في 18 نوفمبر 1952. لعب مع نادي دندي.